# Anthidium kryzhanovskii
Anthidium kryzhanovskii là một loài Hymenoptera trong họ Megachilidae. Loài này được Wu mô tả khoa học năm 1962.